# Isabelle Langlois
 (février 2014).
Si vous disposez d'ouvrages ou d'articles de référence ou si vous connaissez des sites web de qualité traitant du thème abordé ici, merci de compléter l'article en donnant les références utiles à sa vérifiabilité et en les liant à la section « Notes et références ».
Pour les articles homonymes, voir Langlois.
Isabelle Langlois est une femme de lettres québécoise.
Elle est notamment connue grâce aux séries télévisées à grand succès, Rumeurs et Mauvais Karma.

## Biographie
Elle est détentrice d'un certificat en publicité et d'une majeure en études françaises de l'Université de Montréal.

## Télévision
- 1990 à 1993 - Fripe et Pouille : scénariste
- 1996? à ?? - Watatatow : coauteure
- 1997 à 1999 - Lapoisse et Jobard : auteure-principale
- 1995 à 2001 - Radio Enfer : idée originale, développement et coauteure
- 2000 - Le monde de Charlotte : scénariste[1]
- 2001 à 2008 - Ramdam : conception et coauteure
- 2002 à 2008 - Rumeurs : idée originale et auteure
- 2008-2016 - Les Parent : Scénariste[1]
- 2010 à 2012 - Mauvais Karma : idée originale et auteure
- 2016 - Boomerang : Scénariste[2],[3]
- 2017 à 2020 - Lâcher prise : créatrice auteure
- 2024 - La Candidate : idée originale et autrice

## Filmographie

### Scénariste
- 2019 : Merci pour tout

## Distinctions
- 2003-2005-2006 : Prix Gémeaux : Meilleur texte - comédie pour Rumeurs
- 2004 : Prix Jean-Besré
- 2007 : Gémeaux : Immortel de la télévision pour Rumeurs
- 2011-2012 : Prix Gémeaux : Meilleur texte - comédie pour Mauvais Karma
- 2017 : Prix Gémeaux : Meilleur texte - comédie pour Lâcher prise
- Nomination au Festival de fiction TV de Larochelle, catégorie Meilleure fiction internationale

Note : Pour la série Rumeurs, Isabelle Langlois a gagné plus de 19 Prix Gémeaux (prix de l'industrie).